# 유삼나무
유삼나무(油杉--, 학명: Keteleeria fortunei 케텔레리아 포르투네이[*])는 소나무과의 나무이다.

## 이름
종소명 "포르투네이(fortunei)"는 스코틀랜드 식물학자 로버트 포춘(Robert Fortune)의 이름을 따 지어졌다.

## 분포
중국의 광둥성 북부, 광시성, 구이저우성, 윈난성 동남부, 장시성 서남부, 저장성 서남부, 푸젠성 남부, 후난성 남부 및 홍콩에 분포한다. 베트남 북부에서도 자생하는 것으로 보고된 바 있으나, 이는 어린 황삼나무(Pseudotsuga sinensis) 개체가 유삼나무로 오인된 것이다.
강수량이 380~1,200mm 정도 되는 온난다습한 아열대 기후 지역의 언덕이나 산에서 자라며, 해발 200~1400m 정도 되는 황토 및 적토 지대 활엽수혼합림이나 상록활엽수림에서 발견된다.

## 생태와 특징
키는 25~30m까지 자라며, 가슴높이지름은 최대 1m에 이른다. 수관은 피라미드형이다. 나무껍질은 진회색이며 거칠고 세로로 갈라진다. 어린 가지는 붉은색을 띠며, 2~3년이 흐르면 노란 회색 또는 노란 갈색을 띠며 털이 나기도 한다.
바늘잎은 길이 1.2~4cm, 너비 2~4mm이다. 빗살모양으로 옆으로 뭉쳐난다.
열매는 구과이며, 길이는 6~20cm, 너비는 닫혔을 때 3~6.5cm, 열렸을 때 7.5cm 정도 된다. 비늘조각이 둥근꼴 또는 둥근마름모꼴로 닫히거나 드물게 타원형으로 닫힌다. 씨는 길이 1~1.3cm, 너비 5~6mm가량으로 길쭉하며, 노란 갈색 날개가 달렸다. 중국 남부에서 3~4월에 수분이 이루어지며, 10월쯤에 씨가 성숙한다.

## 재배와 이용
원예나 조림에 활용되는 나무이다. 나무줄기가 토목건축이나 목공 용 목재로 쓰이며, 가지는 땔감으로 쓰기도 한다.